# フリードリヒ・チェルハ
フリードリヒ・チェルハ（フリードリヒ・ツェルハ、Friedrich Cerha, ドイツ語: [ˈtsɛɐhaˑ], 1926年2月17日 - 2023年2月14日）は、オーストリアの作曲家、指揮者。

## 経歴
ウィーン音楽院でヴァイオリン、作曲、音楽教育を、ウィーン大学で音楽学、ドイツ語およびドイツ文学、哲学を学んだ。1958年、クルト・シュヴェルツィクとともに、オーストリアの現代音楽発展のために、アンサンブル・ディ・ライエを結成。さらに、作曲のかたわら、アルバン・ベルク、アルノルト・シェーンベルク、アントン・ヴェーベルン作品の解釈者として名声を得る。新ウィーン楽派への強い愛着から、未完成だったベルクのオペラ『ルル』を完成させ、1979年、ピエール・ブーレーズ指揮で世界初演された。2012年エルンスト・フォン・ジーメンス音楽賞受賞。
2023年2月14日、ウィーンにて死去。96歳没。
教え子には、ペトル・コティーク、ゲオルク・フリードリヒ・ハース、カールハインツ・エッスルらがいる。

## 作品
- オペラ『バール』 Baal（1974年/1981年） - テキストはベルトルト・ブレヒト。
- オペラ『Der Rattenfänger』（1987年） - テキストはカール・ツックマイヤー。
- アルバン・ベルクのオペラ『ルル』 Lulu の補筆（1962年 - 1978年）
- オペラ『シュタインフェフドの巨人』 Der Riese vom Steinfeld（2002年） - テキストはペーター・トゥリーニ。ウィーン国立歌劇場の委嘱。
- Requiem für Hollensteiner（1982年/1983年）
- シュピーゲル第1番 - 第7番 Spiegel I-VII（1960年 - 1972年）
- Netzwerk（1981年）
- Baal-Gesänge（1983年）
- Keintaten（1983年）
- 大管弦楽のためのインパルス（1992年 - 1993年） - ウィーン・フィルハーモニー管弦楽団150周年記念に献呈。
- Fünf Stücke für Klarinette in A, Violoncello und Klavier, komponiert（1999年 - 2000年）
- ソプラノ・サクソフォーン協奏曲（2004年）
- 打楽器協奏曲（2007年 - 2008年）